# Claude Bernard
Claude Bernard (Saint-Julien, 12 de julio de 1813 - París, 10 de febrero de 1878) fue un biólogo teórico, médico y fisiólogo francés. Fundador de la medicina experimental, entre sus aportaciones a la medicina, destaca su estudio del síndrome de Claude Bernard-Horner. Fue elegido para la Academia Francesa en 1868 y galardonado con la Medalla Copley en 1876.

## Biografía
Hijo de una modesta familia de viticultores, Bernard abandonó su villa natal a los 19 años para trasladarse a la ciudad de Lyon, donde trabajó como ayudante en una farmacia. En esta época, el joven Bernard escribió una obra de teatro (Rose du Rhône) que tuvo cierto éxito de público. Sin embargo, un amigo de la familia (profesor de literatura en la Sorbona) le recomendó dejar de lado estas inclinaciones literarias, tras una lectura crítica de su segundo manuscrito, un drama en cinco actos titulado Arthur de Bretagne, que sería publicado por su amigo G. Barral nueve años después de su muerte, en 1887. Fuera o no acertado, este consejo hizo que Claude Bernard diera un giro a su vida y se trasladara a París para iniciar la carrera de medicina.
En 1839 Bernard obtuvo una plaza de interno, ocupando el puesto 26 de un total de 29 opositores, y entró en contacto con François Magendie, cuyas polémicas clases despertaron en él una inesperada pasión por el descubrimiento de las leyes fisiológicas. Magendie sometía las hipótesis a contrastación experimental ante su auditorio, riendo abiertamente cuando algún experimento no transcurría según lo anunciado por la hipótesis que él mismo acababa de explicar en el aula el día anterior. Magendie se definía como un trapero que recorre el terreno de la ciencia recogiendo hechos de aquí y de allá, sin otra pretensión que "echárselos a la espalda". La elaboración de alguna elegante y "pretenciosa" (predictiva) teoría a partir de tales hechos no tenía cabida en el escepticismo de Magendie. Sin embargo, Bernard no se encontró nunca cómodo con los supuestos epistemológicos de su maestro, lo que determinó que sus intereses dieran un nuevo giro, pasando esta vez del ámbito puramente científico al filosófico. De ahí que Claude Bernard haya pasado a la historia del pensamiento no solo por sus contribuciones a la fisiología, sino también por su intento de fundamentar la posibilidad misma de una medicina -y por extensión, de una biología- científicas. Pese a que resulta un hecho poco conocido por los estudiosos de la epistemología, Claude Bernard adelantó las principales tesis de Karl Popper en este campo.
Bernard se licenció en 1843. En 1847 fundó la Sociedad Francesa de Biología (Société Française de Biologie). En 1853 se doctoró en ciencias naturales ante un tribunal formado por Milne-Edwards, Alexandre Dumas y Jussieu. Ingresó en la Académie des Sciences en 1854, obteniendo ese mismo año la Cátedra de Fisiología General de la Facultad de Ciencias de París. En 1855 sucedió a Magendie en el Colegio de Francia.
En 1860 Claude Bernard ya había escrito  lo esencial de su obra. Este año comenzó a tener serios problemas de salud que le obligaron a retirarse periódicamente a su Saint-Julien natal. Allí se dedicó a reflexionar sobre el método que él mismo había empleado para alcanzar sus descubrimientos científicos. De esta época su obra más famosa es la "Introducción al estudio de la medicina experimental" (1865).
En 1868 ingresó en la Academia Francesa. Ese mismo año renunció a su cátedra de La Sorbona, y fue nombrado catedrático de fisiología en el Museo Nacional de Historia Natural de Francia.
En 1869 fue nombrado senador. Aun así, el alcalde republicano de Villefranche se negó a erigirle una estatua por suscripción popular tras su muerte, alegando que se trataba de un antiguo senador del Imperio, y de un hombre separado.
Ni la vida profesional de Claude Bernard ni su vida familiar fueron sencillas. En lo que afecta a su vida personal, Bernard se separó de su esposa en 1869, tras largos años de mutua incomprensión en los que su mujer llegó a fundar, junto a sus dos hijas, un asilo para perros y gatos con el que expresaba su oposición a la experimentación con animales. Además, el matrimonio hubo de afrontar la muerte prematura de uno de sus hijos. Desde el punto de vista profesional, la obra de Claude Bernard solamente fue reconocida por la comunidad académica a lo largo de los últimos veinte años de su vida.

## Obra

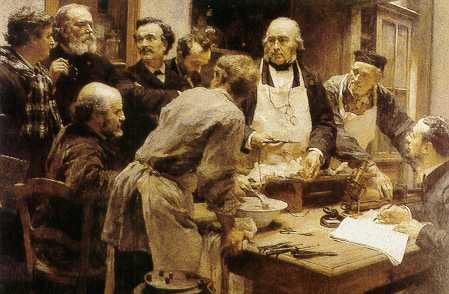
Una lección de Claude Bernard (León Lhermitte, 1889).

### Contribuciones a la ciencia médica
Entre las contribuciones de Bernard a la ciencia, cabe destacar el descubrimiento de la función digestiva del páncreas, el de la función glucogénica del hígado, el mecanismo de acción del curare, del óxido de carbono y de los anestésicos, el establecimiento de los principios generales sobre los que se asienta la farmacodinamia moderna y las funciones del sistema nervioso. En este sentido, han pasado a la historia de la fisiología sus estudios acerca del carácter único de los nervios sensitivos y motores, la sensibilidad recurrente, la estructura de la médula espinal, la vasomotricidad y las circulaciones locales, el origen medular del gran simpático, su función vasomotora, y su acción sobre la temperatura corporal, sobre las secreciones y sobre la glucemia. Otras aportaciones de menor importancia son sus estudios acerca de la secreción salival, la fisiología pulmonar, el efecto de la nicotina y del uranio sobre el organismo, la disección química en fisiología, la coagulabilidad de la sangre, el tono muscular y los mecanismos inflamatorios. Mención aparte merecen sus estudios sobre la asfixia y sobre los fermentos, que le valieron una histórica polémica con Pasteur, aludiendo que su teoría era falsa.
Bernard introdujo el concepto de homeostasia (constancia del medio interior) alrededor de 1860, si bien el término no es suyo, sino de W. B. Cannon. Dicho modelo señala como cualidad definitoria de los seres vivos la capacidad para mantener las condiciones físico-químicas del medio con el que están en contacto. En sentido inverso, son dichas condiciones físico-químicas del líquido que baña las células (medio interno) las que, al entrar en contacto con ellas, determinan la aparición de los fenómenos fisiológicos. Este sencillo esquema pretende dar razón (hasta donde ello es posible) del "quid" propio de lo vivo.
Entre sus contribuciones a la terapéutica hay que destacar las relativas al tratamiento de la diabetes, las indicaciones de la sangría, el tratamiento de la intoxicación por monóxido de carbono mediante ventilación mecánica, el tratamiento de la anemia con lactato de hierro, el descenso de la temperatura corporal mediante medios físicos, el estudio de los mecanismos de antagonismo entre fármacos, el tratamiento de la intoxicación etílica, las aplicaciones de la morfina, los efectos del anhídrido carbónico, la administración intravenosa de suero fisiológico, las técnicas de reanimación cardiopulmonar y la oxigenoterapia.
Bernard también realizó contribuciones importantes en el ámbito de la cirugía, pues, además de sus trabajos sobre la anestesia, diseñó nuevos instrumentos quirúrgicos, propuso nuevas técnicas de incisión y de sutura y describió la hiperglucemia post-hemorrágica.

### Biología teórica
Aparte de las teorías concretas con las que Claude Bernard enriqueció la medicina, la biología y la veterinaria de su época, pueden distinguirse dos categorías diferentes dentro de sus contribuciones "teóricas" al pensamiento biológico: las relativas a su peculiar modo de contestar la vieja pregunta ¿qué es la vida?, y las puramente epistemológicas (método y fundamentación de la medicina experimental). Es en este sentido en el que puede hablarse de la existencia tanto de una filosofía de la vida como de una epistemología bernardianas. Ambas están, como se verá a continuación, profundamente relacionadas entre sí.

#### Los seres vivos según Claude Bernard
Claude Bernard estaba enfrentado directamente con el reduccionismo físico-químico de su tiempo, pues pese a ser manifiestamente contrario a las especulaciones de la Naturphilosophie alemana, pensaba que ciertamente los "hechos brutos" no pueden dar cuenta de nada, y en esa medida establece la prioridad de lo teórico, que debe ir seguido inmediatamente por lo experimental. Este antireduccionismo hace que considere lo orgánico y lo inorgánico como dos campos cualitativamente diferentes. A este respecto escribe lo siguiente: 
“La materia inerte no tiene espontaneidad en sí misma, carece de una diferencia individual, y por lo tanto uno puede estar seguro de los resultados obtenidos. Sin embargo, cuando tratamos con un ser vivo, la individualidad aporta un elemento de inquietante complejidad: más allá de las condiciones externas, es necesario considerar también las reacciones orgánicas intrínsecas, a las que doy el nombre de ‘medio interior’ (milieu intérieur)”.
La tremenda singularidad de los seres vivos le hacía difícil el establecer un método experimental científico a la altura de la física y la química de su tiempo. Cualquier variación en los organismos hacía que los resultados experimentales variasen de manera significativa. De lo que se trataba era, en definitiva, de otorgar a la fisiología el estatuto de ciencia, que pasase de ser una técnica a ser una disciplina con científica capaz de otorgar predicciones fiables. En el siguiente texto podemos comprobar las dificultades que Bernard confiesa encontrar a la hora de llevar a cabo esta tarea. 
“Se ha preguntado cómo puede uno llegar a conclusiones válidas cuando hay sustancias que son venenosas para ciertos animales pero no lo son para otros, y sustancias que son venenosas para el hombre pero no para los animales. Se ha mencionado el puerco espín que no resulta envenenado al consumir ácido prúsico, la cabra que come belladona sin problemas, la oveja que puede ingerir enormes cantidades de arsénico sin sufrir efectos letales, los sapos que no resultan envenenados por su propio veneno, los animales acuáticos que son capaces de producir descargas eléctricas sin padecer sus consecuencias y los animales marinos que no sufren daños por la influencia de la sal. Todo lo que acabamos de mencionar es inadecuado como explicación. De hecho, si uno lo admitiera la ciencia sería imposible”.
Es interesante señalar otro par de capítulos de la polémica que en aquellos años se venía dirimiendo alrededor de la fisiología y la anatomía. Uno es el de los tipos, que en uno de los bandos tenía plena realidad ontológica y en el otro carecía por completo de dlla, primando la realidad de los individuos. Es interesante la postura de Bernard a este respecto (y es evidente que esta polémica es otra variante de la anterior, esto es: o empirismo o especulación), pues el fisiólogo de Rhône afirma que no se pueden negar ni los tipos ni los individuos, pues es la relación entre ambos lo que conducirá a resultados correctos, es decir, que será "la différence qui le sépare de ce type" lo que nos acerque mejor al individuo. 
Bernard quiere escapar tanto del positivismo de Comte como de las vanas especulaciones de la Naturphilosophie, y a este respecto es que propone un camino intermedio. Enfrentarse a la desprestigiada ciencia romántica era sencillo. No tanto establecer una distancia ni muy exagerada ni excesivamente leve por respecto al empirismo y el positivismo. De lo que no cabe duda es de que el método debe empezar por una teoría o hipótesis, que después debe poner en sus justos quicios la experimentación:
“Uno tiene que ser esclavo de un hecho; uno puede decir de un hecho que es bruto, como si lo que dice fuera muy científico. Ciertamente uno tiene que creer en los hechos, pero no debe creer en ellos ciegamente. Disponemos del razonamiento para dar luz a los hechos, y de los hechos para moderar la imaginación y detener el razonamiento".
En el terreno conceptual, Bernard propuso un modelo teórico para entender qué son los organismos, que resultó estar dotado de un gran valor heurístico. Con su concepto de "medio interno" quedaba legitimada la pretensión -puesta en entredicho por el escepticismo de Magendie, por el vitalismo de Bichat, y por las tesis de los románticos- de hacer de la medicina una auténtica ciencia, a la vez que se salvaguardaba el estatuto ontológico peculiar de los seres vivos. En este sentido, el modelo del medio interno evitaba que los científicos cayeran en la tentación de reducir conceptualmente los seres vivos a meras máquinas físico-químicas extremadamente complejas. Lo que Claude Bernard ofreció, por tanto, a la nueva medicina fue una certificación definitiva de su carácter científico exenta de un reduccionismo físico-químico en el plano ontológico.
Bernard parte de la idea de que los organismos vivos se encuentran en constante interacción físico-química con el medio que les rodea. Esta interacción es bidireccional, y está orientada a un fin: la autoconservación de dicho organismo, o su interacción con otros para la conservación del todo. Dado que en los seres complejos esta interacción se sitúa a nivel celular, dicho medio debe ser denominado en ellos "medio interno" (el medio interno es, según este modelo, el líquido que baña las células). Los fenómenos vitales vienen soportados por procesos estrictamente físico-químicos. Cuando un agente físico-químico interacciona con una célula, ésta "produce" un efecto fisiológico que le es propio (segregar una hormona, contraerse, emitir una descarga eléctrica, dilatarse...), sin que el análisis científico de los fenómenos vitales pueda extenderse más allá. De este modo, junto con su carta de ciudadanía como auténtica ciencia, Bernard impone a la biología unos límites claros: jamás podrá pronunciarse acerca de la esencia de la vida, si bien será capaz de elaborar leyes relativas a sus condiciones físico-químicas. La ciencia deberá renunciar a dar una respuesta a la vieja pregunta por el "qué" (qué es la vida), para limitarse a un positivista "ver para prever".
Sin embargo, el positivismo de Claude Bernard no es un positivismo estricto. Enfrentándose a las influyentes tesis de Comte, Bernard será uno de los pocos científicos franceses partidarios de la teoría celular. Mientras que los científicos de su entorno encontraban en dicha teoría sospechosos vestigios de ideología romántica -frente a la que el positivismo de Comte precisamente se había erigido en reacción-, Claude Bernard reservó siempre en su epistemología un lugar privilegiado para las hipótesis. De este modo, aún reconociendo la carga hipotética -y por tanto especulativa- de la teoría de Matthias Schleiden y Theodor Schwann, Claude Bernard ve en ella una auténtica teoría científica. Dado que la ciencia no puede prescindir de las hipótesis (Claude Bernard huye del empirismo de Magendie), la única condición que les impuso la epistemología bernardiana -con el fin de salvaguardar su medicina experimental de los excesos del romanticismo- fue un constante sometimiento al control experimental. Con ello, el trapero de Magendie deja de servir como imagen ilustradora de la labor de los científicos. A partir de ahora, quedan legitimados para estructurar los hechos que recogen -en el laboratorio o en la cabecera de los enfermos- en hipótesis más o menos ambiciosas o arriesgadas. Es más, es precisamente la presencia previa (Claude Bernard utilizará la expresión "a priori") de hipótesis en la mente del investigador lo que le permite observar y registrar hechos. Una mente sin hipótesis es, para Bernard, una mente ciega, incapaz de abrirse a la naturaleza.

#### La medicina según Claude Bernard
Según Bernard, la práctica experimental se desarrolla en cuatro momentos. En primer lugar, se produce ante los ojos del científico un hecho que constata de forma precisa. A continuación, surge una idea acerca de la posible causa de dicho fenómeno. Esta idea constituye la hipótesis científica, que solamente tendrá valor en la medida en que pueda contrastarse experimentalmente. Para ello, el científico deduce de dicha hipótesis otras que son sus consecuencias lógicas, y pasa a diseñar experimentos o a buscar observaciones que las confirmen. Las teorías científicas no son en realidad más que hipótesis controladas experimentalmente mediante un proceso que establece un delicado equilibrio entre la razón y la experiencia. De ahí su carácter necesariamente provisional y las difíciles elecciones que a menudo el científico debe hacer entre los hechos y las teorías cuando hay discordancia entre ambos. Incluso cuando los hechos parezcan confirmar la hipótesis, ésta deberá ser sometida a la contraprueba. La contraprueba es la herramienta lógica que garantiza al científico la existencia de un auténtico nexo causal entre dos fenómenos, y no de una mera coincidencia en el tiempo.
La consecuencia epistemológica más importante de la concepción bernardiana del método científico es el protagonismo de la deducción: las hipótesis a partir de las cuales se establecen los silogismos de la deducción surgen en la mente del experimentador con ocasión de la observación de determinados hechos, pero no son el resultado de un proceso de inducción llevado a cabo a partir de ellos. En contra de los supuestos de los inductivistas, Bernard entendía que lo universal solamente puede proceder de lo universal.
De hecho, Bernard emplea a menudo la equívoca expresión “ideas a priori” para referirse a las hipótesis científicas. Con ello quiere poner de manifiesto que éstas no deben ser entendidas como un mero destilado de los hechos que nuestra mente se limita a recoger y a plasmar. El proceso de génesis de dichas hipótesis se debe, más bien, a la creatividad del científico que las elabora. Proceden de una cualidad psicológica a la que Bernard denomina sentimiento o corazón, si bien no pueden carecer de unos criterios mínimos de racionalidad.
La epistemología bernardiana se sitúa, de este modo, en un punto equidistante de los cuatro polos que configuran su entorno científico y filosófico: el empirismo de Magendie (y su consiguiente escepticismo), el racionalismo de los científicos románticos (y sus excesivamente especulativas teorías biológicas), el vitalismo de Bichat (que hacía de los fenómenos vitales el terreno propio de la espontaneidad, inaccesible al conocimiento científico), y el positivismo de Comte (con su rechazo de las hipótesis).

## Críticas
Algunos opositores de la experimentación animal, habitantes del siglo XX, acusan a Bernard de falta de empatía por los animales sujetos de sus exploraciones científicas. En su "Introduction", Bernard escribe que “El fisiólogo no es una persona normal, es un científico, un hombre absorbido por la idea científica que persigue; él ya no oye los lloros de los animales, ya no ve la sangre que derraman, solamente ve su idea y los organismos que le esconden los problemas que él desea descubrir. No siente que está perpetrando una horrible carnicería; bajo la influencia de una idea científica él examina con placer el repugnante filamento nervioso y la carne lívida que a cualquier otra persona provocarían disgusto y horror…”. El escritor inglés John Vyvyan afirmó que si Bernard hubiera vivido en nuestra época no habría publicado esas líneas, porque son un ejemplo de libro de texto de esquizofrenia paranoide.

## Mayor información
- Laín Entralgo, Pedro. Dos biólogos: Claudio Bernard y Ramón y Cajal. Espasa-Calpe. ISBN 978-84-239-0911-7.
- Laín Entralgo, Pedro (1947). Claudio Bernard. CSIC. ISBN 978-84-00-01231-1.